# Dominions: Priests, Prophets and Pretenders
Dominions: Priests, Prophets and Pretenders è un videogioco di strategia a turni sviluppato dalla Illwinter Game Design, ed è il capostipite di una serie di videogiochi che ha avuto ben quattro sequel al 2017: Dominions 2: The Ascension Wars, Dominions 3: The Awakening, Dominions 4: Thrones of Ascension e Dominions 5: Warriors of the Faith.

## Modalità di gioco
Il gioco è ambientato in un mondo fantasy dove tra i due e i quattordici "dei pretendenti" si contendono la supremazia di un mondo di varie dimensioni. In esso sono contenuti oltre 600 unità, 400 magie e 300 oggetti magici. Il giocatore può personalizzare a piacimento il proprio dio (punti permettendo), selezionando l'apparizione fisica, le abilità magiche e le scale di dominio, tra cui la fortuna, la temperatura e l'ordine.
La mappa principale del gioco è divisa in province (alcune mappe ne contengono a centinaia), in ognuna delle quali si svolgono le battaglie per il suo controllo o si costruiscono alcuni edifici. Per vincere, un giocatore deve assicurarsi che i suoi avversari perdano tutte le loro province o semplicemente il loro dominio.

### Unità
Una volta selezionato un dio e una nazione, ogni giocatore inizia il processo di costruzione di un impero, il che, nelle fasi iniziali di gioco, si ottiene usando le truppe standard tramite un comandante (può usare anche il suo dio, se è già risvegliato); ogni comandante può comandare un certo numero di unità, numero che incrementa con l'aumentare della sua esperienza, e ogni esercito può contenere vari squadroni, che possono contenere più di un tipo di unità diverse. Le unità hanno i loro attributi come forza d'attacco e armatura, e si reclutano tramite una certa tantum di oro e risorse, la cui quantità varia di unità in unità; una volta passato un turno (o due, per alcune unità), le unità appaiono nella provincia di reclutamento e possono essere inserite sotto il comando di un comandante. Del pari, anche i comandanti possono essere reclutati in una fortezza, compresa quella iniziale, al prezzo di oro e risorse, ma in genere richiedono due turni di attesa.
È possibile dare vari ordini per ogni esercito, ma anche a ogni squadrone: ad esempio, è consigliato porre uno squadrone di unità da tiro dietro alla fanteria per proteggerli dagli attacchi da mischia. Le battaglie, svoltesi tipo filmati, sono determinati dai calcoli al computer che considerano il numero dei soldati, la qualità e le tattiche preimpostate. Al termine di ogni battaglia, le unità perdono morale quando in inferiorità numerica o alla morte del comandante, e se riescono a scampare possono rifugiarsi nella provincia alleata più vicina.

### Magia
Oltre alle unità, a decidere l'esito della battaglia può esserci anche la magia. Prima di poter lanciare un incantesimo, lo si deve ricercare tramite i maghi; questi sono comandanti dotati di un'esperienza in almeno uno degli otto sentieri (o elementi) della magia (ovvero Fuoco, Aria, Acqua, Terra, Astrale, Morte, Natura e Sangue), e pur generalmente incapaci di comandare unità, sanno ricercare ed evocare potenti incantesimi, divisi nei sette rami della magia (Incantamento, Alterazione, Evocazione, Costruzione, Miglioramento, Taumaturgia e Magia del Sangue), il che consente loro di evocare potenti demoni, decimare eserciti nemici con tempeste, eruzioni e grandini, o forgiare potentissimi artefatti. Questi ultimi oggetti costano gemme magiche, che si ottengono da siti magici speciali nelle province.

### Dominio
Una delle caratteristiche particolari della serie Dominions è per l'appunto il Dominio, la misura dell'influenza e dei seguaci di un dio; si misura in candele, che possono essere bianche per il dominio del giocatore, e nere per quello degli avversari. In genere un esercito è più debole mentre combatte nel dominio avversario, e più forte mentre combatte nel proprio. Uno dei modi per ottenere dominio è tramite i templi: si può costruirne uno per ogni provincia per una tantum di oro e turni. Inoltre, esistono i profeti e i sacerdoti, caratterizzati dalla magia sacra e dall'abilità di predicare; ogni giocatore può possedere solo un profeta alla volta, ma tutti i sacerdoti che desidera; per ottenere un profeta, basta selezionare un comandante, cliccare sulla scritta azione sotto la sua icona e selezionare "Diventa Profeta". La predica, eseguibile appunto sia dal profeta che dai sacerdoti, diffonde il dominio come i templi, con la differenza che possono muoversi e compiere degli incantesimi sacri, efficaci contro certi tipi di nemici.

## Accoglienza
William Abner di Computer Games Magazine ha votato Dominions con un 4 su 5; considerandolo "il gioco di strategia fantasy più difficile di tutti i tempi", ha concluso che prendere confidenza con il gioco impiegherebbe intere settimane, con un risultato che però vale lo sforzo.
Dmitry Chernov di Absolute Games lo ha invece votato con un punteggio del 30%, ritenendolo molto antiquato e dilettantistico.